# Förkärla distrikt
Förkärla distrikt är ett distrikt i Ronneby kommun och Blekinge län. 
Distriktet ligger sydost om Ronneby. 

## Tidigare administrativ tillhörighet
Distriktet inrättades 2016 och utgörs av en del av det område som utgjorde Ronneby stad före 1971 vari området för Förkärla socken uppgick 1967.
Området motsvarar den omfattning Förkärla församling hade vid årsskiftet 1999/2000.